# نيكولا كلود فابري دو بيرسك
نيكولا كلود فابري دو بيرسك (بالفرنسية: Nicolas-Claude Fabri de Peiresc)‏، ولد في 1 ديسمبر 1580 في بلجونتييه وتوفي 24 يونيو 1637 في آكس أون بروفانس، هو مفكر في العهد الباروكي، مستشار في برلمان المنطقة، متخصص بالأثريات و كاتب وعالم الفلك فرنسي. حافظ على اتصالات واسعة مع العلماء ومدير ناجح في البحث العلمي, وشملت أبحاثه دراسات على خطوط الطول من مناطق مختلفة في اوروبا والبحر الابيض المتوسط, وشمال أفريقيا. 
وهو معروف بقيامه بأول خريطة شاملة للقمر على أساس الملاحظات تلسكوبية.

## روابط خارجية
- نيكولا كلود فابري دو بيرسك على موقع الموسوعة البريطانية (الإنجليزية)
- نيكولا كلود فابري دو بيرسك على موقع إن إن دي بي (الإنجليزية)